# Standesamt – Eintritt frei
Standesamt – Eintritt frei ist ein DDR-Fernsehfilm, der am 26. Dezember 1971 zur Hauptsendezeit auf DFF 1 erstausgestrahlt wurde. Die Dreharbeiten zum Film fanden im Jahr 1971 vorwiegend in Ost-Berlin und Umgebung statt.

## Handlung
Die Verkäuferin Christel lernt an ihrem Arbeitsplatz im Konsum den jungen Mann Roland kennen und verliebt sich in ihn. Roland hat ihr erzählt, dass er aus einer Zirkusfamilie stammt. Doch in Wahrheit ist er in einem Großbetrieb als Reparaturschlosser tätig. Roland gilt als Schürzenjäger und hatte schon zahlreiche Frauengeschichten. Auch seine Mutter, sein Chef und seine älteren Kollegen sind der Meinung, dass Roland endlich heiraten, sesshaft und verantwortungsvoller in seinem Leben werden sollte. Mit der Zeit verliebt sich dann Roland auch in Christel. Nach einiger Zeit ziehen beide zusammen und heiraten schließlich standesamtlich.
Doch damit sind die Probleme noch lange nicht aus der Welt. Denn Christel belegt regelmäßig Abendkurse um beruflich weiter voranzukommen und Roland muss sich erst in seine neue Rolle als pflichtbewusster Ehemann einleben. Und nebenbei erleben Roland und Christel noch so einige andere Alltagsabenteuer als frisch vermähltes Ehepaar. So geht Christel immer wieder drei Stunden pro Tag zur Abendschule und Roland kann nur schwer die Gesellschaft ihrer dortigen Klassenkameraden ertragen. So halten diese sich doch allesamt für was besseres, zumindest sieht dies Roland so. Doch auch Roland steigt mit der Zeit beruflich auf und wird schließlich Lehrmeister. Roland hat seine Freude daran, denn schließlich fing er vor einigen Jahren im Großbetrieb selbst als Lehrling an und kann sich somit sehr gut in die Auszubildenden des ersten Lehrjahres hineinversetzen.
Später wird Christel eher ungeplant schwanger und sie ist sich zunächst unsicher, ob sie das Kind bekommen oder doch abtreiben soll. Die beiden überlegen erst eine Zeit lang, ob sie wirklich schon Eltern werden wollen. Doch Roland findet mit der Zeit auch an dem Gedanken Vater zu werden einen großen Gefallen. Schließlich bringt Christel neun Monate später ein gesundes Mädchen zur Welt. Erst jetzt finden beide, dass ihr Glück perfekt sei und sie es noch sehr lange so festhalten wollen.